# パトリック・コンラッド
パトリック・コンラッド（Patrick Konrad、1991年10月13日 - ）は、オーストリア、メードリング出身の自転車競技選手。コンラートとも表記される。
父親のヴォルフガングは1980年モスクワオリンピックの3000メートル障害に出場経験のある中距離走の元選手。

## 主な戦績
2014
- ル・トリプティク・デ・モン・エ・シャトー（英語版） ステージ優勝（第2bステージ）
- オーバーエスターライヒ・ルントファールト（英語版）  総合優勝
- ツアー・オブ・オーストリア  ヤングライダー賞

2015
- ジロ・デル・トレンティーノ ステージ優勝（第1ステージ・チームタイムトライアル）

2018
- ジロ・デ・イタリア 総合7位
- ツール・ド・ポローニュ  山岳賞

2019
- オーストリア選手権 個人ロードレース 優勝

2020
- ジロ・デ・イタリア 総合8位

2021
- オーストリア選手権 個人ロードレース 優勝
- ツール・ド・フランス 区間優勝（第16ステージ）